# ABC-države
ABC-države je naziv za tri južnoameričke države: Argentinu, Brazil i Čile, stvoren prema početnim slovima njihovih engleskih imena (Argentina, Brazil, Chile). Te države su najjače, najutjecajnije i najbogatije države Južne Amerike. Ovaj izraz se najčešće koristio u prvoj polovici 20. stoljeća kada su sve tri države radile zajedno kako bi razvile zajedničke interese i zajednički pristup prema problemima u regiji s relativno niskim utjecajem od strane vanjskih sila, što je u kontrastu naprema hladnoratnih vlada.

## Povijest
Tijekom ranog dijela 20. stoljeća Argentina, Brazil i Čile su sudjelovali u utrci za pomorsko naoružavanje, počevši s Brazilom koji je kupio tri dreadnoughta kao odgovor na nedavno završenom argentinsko-čileanskom utrkom za pomorskim naoružavanjem. 
Izraz "ABC-države" se prvi put koristio na Mirovnoj konferneciji na Slapovima Niagare. 20. svibnja 1914. predstavnici triju država su se susreli u Niagara Falls, Ontario, Kanada kako bi posredovale između Sjedinjenih Američkih Država i Meksika nakon povećanih napetosti oko Tampico Afere, Američke okupacije Veracruza i problema koji su doveli do Meksičke revolucije. Na konferenciji Sjedinjene Američke Države su predstavljali Frederick William Lehmann i Joseph Rucker Lamar.
1942. ABC-države su zajedno sa Sjedinjenim Američkim Državama posredovale mirovnim ugovorima Ekvadorsko-peruanskog rata. To je doveli do ekvadorskog gubljenja svog teritorija Amazonskog slijeva koje je prije rata Ekvador posjedovao.